# Boręty
Boręty (kaszub. Bòrãtë, niem. Barendt) – wieś w Polsce położona w województwie pomorskim, w powiecie malborskim, w gminie Lichnowy na obszarze Wielkich Żuław Malborskich.
Wieś królewska położona była w II połowie XVI wieku w województwie malborskim. W latach 1975–1998 miejscowość administracyjnie należała do województwa elbląskiego. W skład sołectwa Boręty wchodzą Boręty, Boręty I, Boręty II. Sołectwo Boręty jest jednostką pomocniczą, której mieszkańcy wspólnie z innymi sołectwami tworzą wspólnotę samorządową Gminy Lichnowy.

## Zabytki
Według rejestru zabytków NID na listę zabytków wpisane są:

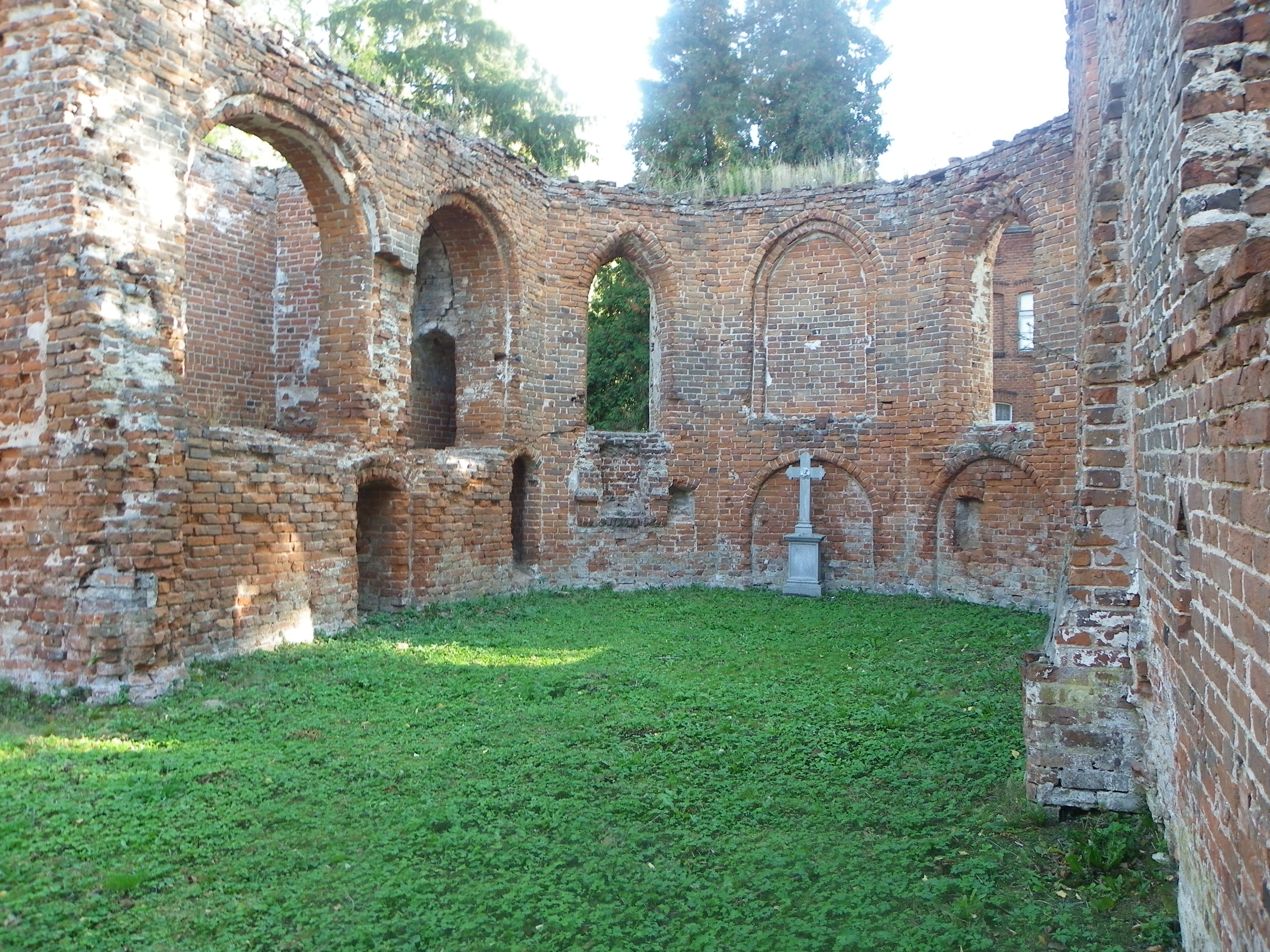
Ruiny starego kościoła

- kościół ewangelicki, obecnie rzymskokatolicki parafialny pw. św. Katarzyny, murowano-szachulcowy, 1841–1842, nr rej.: A-1039 z 18.11.1983[6]
- ruina kościoła pw. św. Katarzyny, XIV-XV, 1805, nr rej.: A-1440 z 21.02.1994
- cmentarz przykościelny, nr rej.: j.w.

W Borętach znajdują się dwa kościoły pod wezwaniem św. Katarzyny. Gotycki (XIV-XV wiek) w ruinie, zniszczony podczas działań II wojny światowej. Kolejny używany do dziś, zbudowany w latach 1841-1842 z muru pruskiego.